# Lockheed AC-130
Die Lockheed AC-130 ist eine zur Luftnahunterstützung durch seitwärts wirkende Rohrwaffen eingesetzte Variante des Transportflugzeugs Lockheed C-130 Hercules. Sie wird von der United States Air Force verwendet und dort wegen ihrer starken Rohrbewaffnung auch als „Gunship“ (deutsch Kanonenboot) bezeichnet. Die bisher gebauten Hauptvarianten sind die AC-130A Spectre, AC-130E Spectre, AC-130H Spectre, AC-130U Spooky II, AC-130J Ghostrider und AC-130W Stinger II.

## Beschreibung

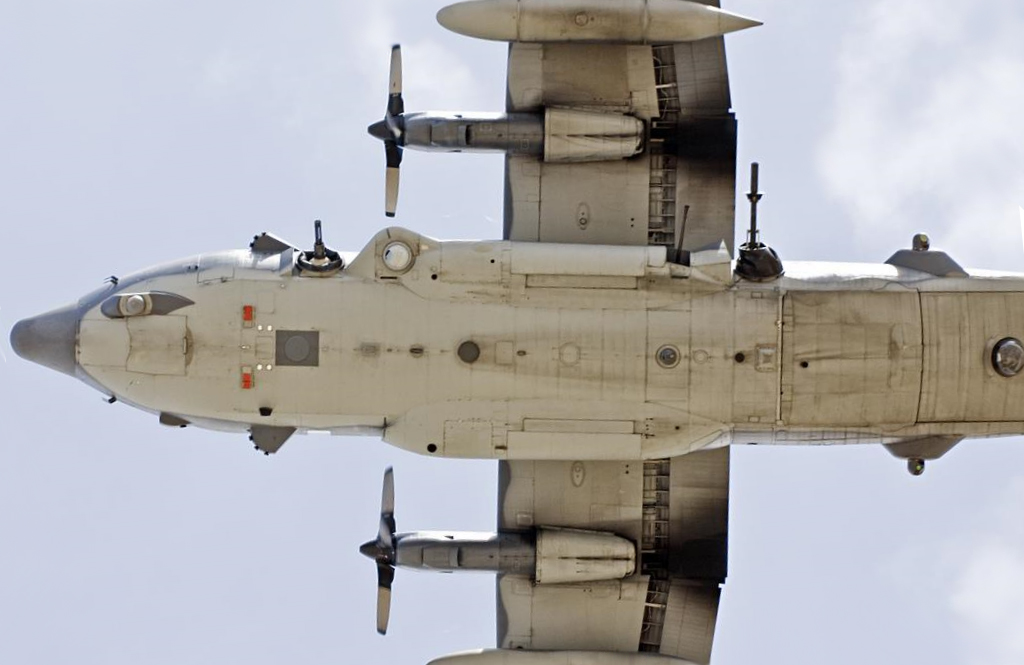
Unterseite einer AC-130U

Die Entwicklung der AC-130 geht auf den Vietnamkrieg zurück. Dort wurde ein Flugzeug benötigt, das ausdauernd über der Kampfzone Ziele mit Rohrwaffen bekämpfen konnte. Versuche ab 1964 mit der AC-47 Spooky überzeugten die Militärs von der generellen Verwendbarkeit des Konzepts, relativ langsame Flugzeuge einzusetzen, die aber eine hohe Einsatzdauer mit großkalibrigen Waffen ermöglichten. Nach Versuchen mit anderen Baumustern wählte man als Basis für diese „Gunships“ genannten Kampfflugzeuge das taktische Transportflugzeug Lockheed C-130 Hercules aus. Die Reihe der als Gunship II bezeichneten Modelle begann im Jahr 1967 mit einem einzelnen Umbau einer JC-130A (USAF-Seriennummer 54-1626) zur AC-130A mit vier mehrläufigen M61-Vulcan-Maschinenkanonen und vier mehrläufigen Minigun-Maschinengewehren. Hinzu kamen mehrere zusätzliche Sensoren (Nachtsichtgerät, Schwachlichtvideokamera und Laser-Entfernungsmesser in der vorderen Backbordtür sowie ein Leuchtfeuerverfolgungsradar APQ-133 in der hinteren Backbordtür). Die Einsätze in Vietnam zum Ende des Jahres 1967 waren so erfolgreich, dass weitere sieben ehemalige JC-130A (fliegende Leitstellen für Raketenversuche) mit noch weiter verbesserter elektronischer Ausstattung als AC-130A umgebaut wurden. Sie waren ab Ende 1968 beim 16th Special Operations Squadron (16. Spezialeinsatzstaffel) stationiert.

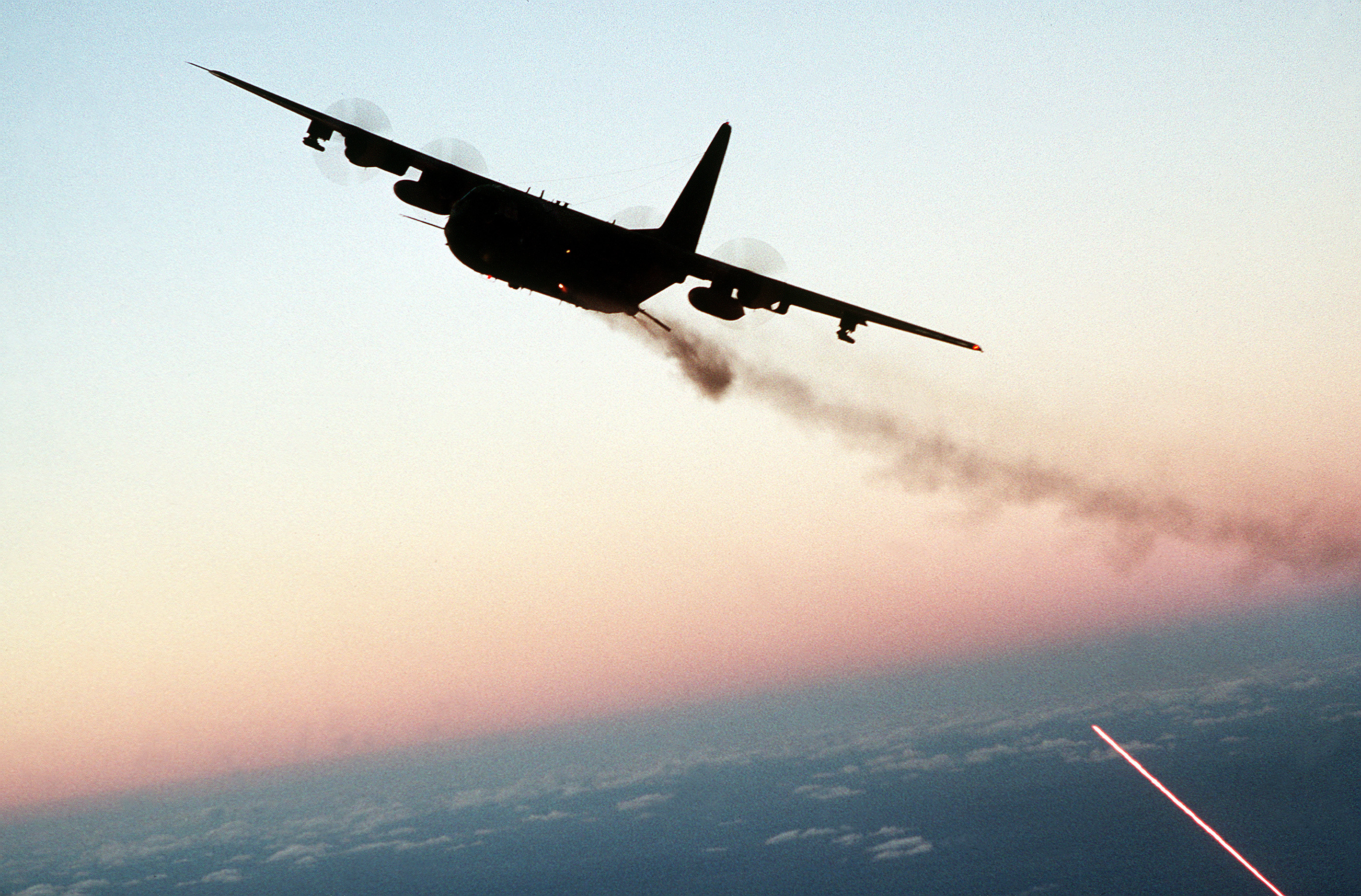
AC-130 während einer Übung bei Hurlburt Field

Unter der Bezeichnung Project Surprise Package wurde anschließend eine einzelne C-130A mit veränderter Bewaffnung umgebaut. Die zwei hinteren Vulcan-Maschinenkanonen und Miniguns wurden durch zwei 40-mm-Bofors-Geschütze ersetzt. Außerdem wurde die elektronische Ausstattung wesentlich verbessert. Unter dem nachfolgenden Pave-Pronto-Programm wurden weitere neun C-130A nach diesem Muster umgebaut. Die Bewaffnung bestand aus zwei Miniguns, zwei M61-Vulcan- und zwei 40-mm-Bofors-Geschützen. Die Sensoren wurden durch einen Zündungsdetektor ASD-5, ein FLIR AAD-7, einen Suchscheinwerfer AVQ-17 und ein Leuchtfeuerverfolgungsradar APQ-150 ergänzt. Der ASD-5-Sensor war derart konzipiert, dass er laufende Lastwagenmotoren im dichten Urwald orten konnte.
Die am schwersten bewaffneten Flugzeuge zur Luftnahunterstützung in Vietnam waren jedoch die elf unter dem Pave Spectre Programm hergestellten AC-130E. Dabei wurde bei den fabrikneuen Maschinen (Seriennr. 69-6567 bis 69-6577) eines der beiden 40-mm-Geschütze durch eine 105-mm-Haubitze ersetzt. Die Flugzeuge wurden ab Oktober 1971 in Dienst gestellt und erwiesen sich als sehr geeignet für die ihnen zugedachten Aufgaben. Die Variante wurde zur AC-130H Spectre, als sie im Jahr 1973 mit stärkeren Allison-T56-A-15-Triebwerken versehen wurde.
Das Modell Spectre (englisch „Schreckgespenst“) kam 1989 während der US-Invasion in Panama (Operation Just Cause) sowie während des Zweiten Golfkrieges im Jahr 1991 zum Einsatz. Während der Schlacht um Chafdschi wurde eine Spectre von der irakischen Flugabwehr abgeschossen, als sie im Widerspruch zu ihrer Einsatzdoktrin bei Tageslicht eingesetzt wurde. Dies war der einzige dokumentierte Verlust einer dieser Maschinen seit dem Vietnamkrieg.
Als hochmodernes „Gunship“ wurde in den 1990er-Jahren die AC-130U Spooky II gebaut. Sie ist mit dem Radar der McDonnell Douglas F-15E, einem 25-mm-Gatling-Geschütz, dem 40-mm-Bofors-Geschütz und einer 105-mm-Haubitze ausgerüstet. Die hochentwickelte Elektronik erlaubt es nun, selbst fahrende Ziele exakt zu treffen. Diese Version kam unter anderem während der Operation Enduring Freedom in Afghanistan zur Luftnahunterstützung von Spezialeinheiten zum Einsatz. Im Januar 2007 erfolgte mit solch einer Maschine ein Angriff auf mutmaßliche Terroristen in dem südsomalischen Dorf Badel, bei dem zahlreiche Menschen getötet wurden. Auch bei den Luftangriffen auf die Truppen des libyschen Diktators Muammar al-Gaddafi 2011 kamen diese Flugzeuge zum Einsatz.
Die Gatling-Kanone und das Bofors-Geschütz sollten durch zwei 30-mm-Maschinenkanonen ersetzt werden. Dies erwies sich jedoch als im Einsatz unbrauchbar und die Flugzeuge wurden wieder auf ihre alten Kanonen umgerüstet.
Durch ein Wärmebildgerät ist sie in der Lage, Bodenziele bei Nacht und jeder Wetterlage zu erfassen und zu bekämpfen. Die Einsatzkonzeption entspricht der einer ständigen luftgestützten (Waffen-)Plattform im Operationsgebiet, ähnlich wie auch bei luftgestützten Radarsystemen, wie beispielsweise AWACS.
Als zusätzliche Bewaffnungsoption, vor allem gegen gepanzerte Ziele, wird derzeit geprüft, ob die Integration von antriebslosen, aber gelenkten GBU-44 Viper Strike-Antipanzerwaffen möglich ist.
Ab 2015 wurde die neueste Variante AC-130J  Ghostrider in Dienst gestellt, basierend auf der Lockheed MC-130 Commando II. Alle anderen Varianten wurden nach und nach abgestellt. Die AC-130A ab 1995, die AC-130H ab 2015, die AC-130U  ab 2020, die AC-130W ab 2022.
Trotz ständiger Modernisierungen wird die Zukunft der Ghostrider kritisch gesehen, da eine Luftüberlegenheit etwa gegen China nicht gesichert ist. Bis 2026 laufen Untersuchungen zu einer weiteren Modernisierung, um eine Angriffsfähigkeit aus größerer Entfernung zu ermöglichen (Marschflugkörper über die Rampe, AESA-Radar), oder Ersatz durch eine Kombination preiswerter unbemannter Systeme und einer fliegenden Kontrollstation mit Tarnkappentechnik.

## Varianten

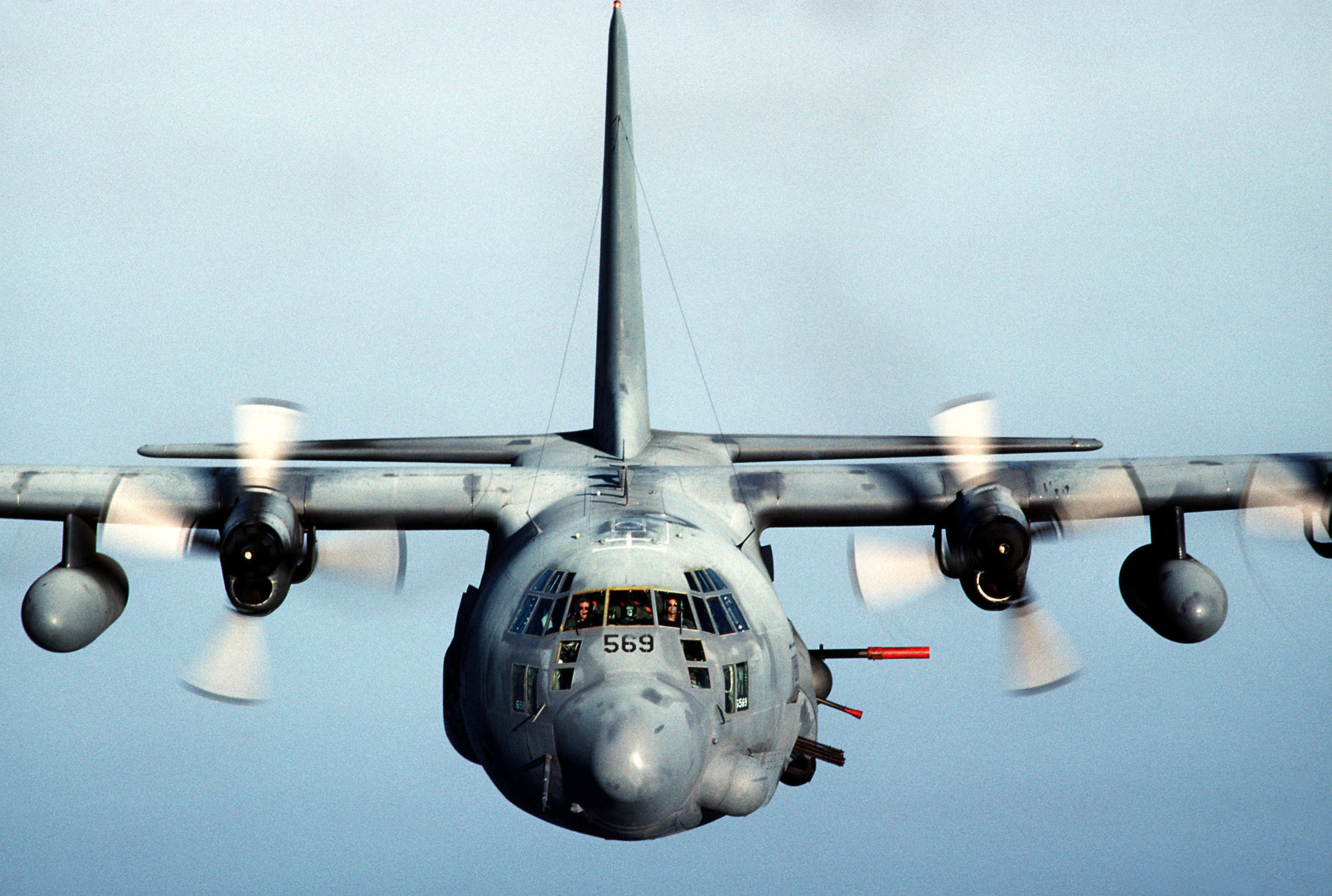
AC-130H Spectre

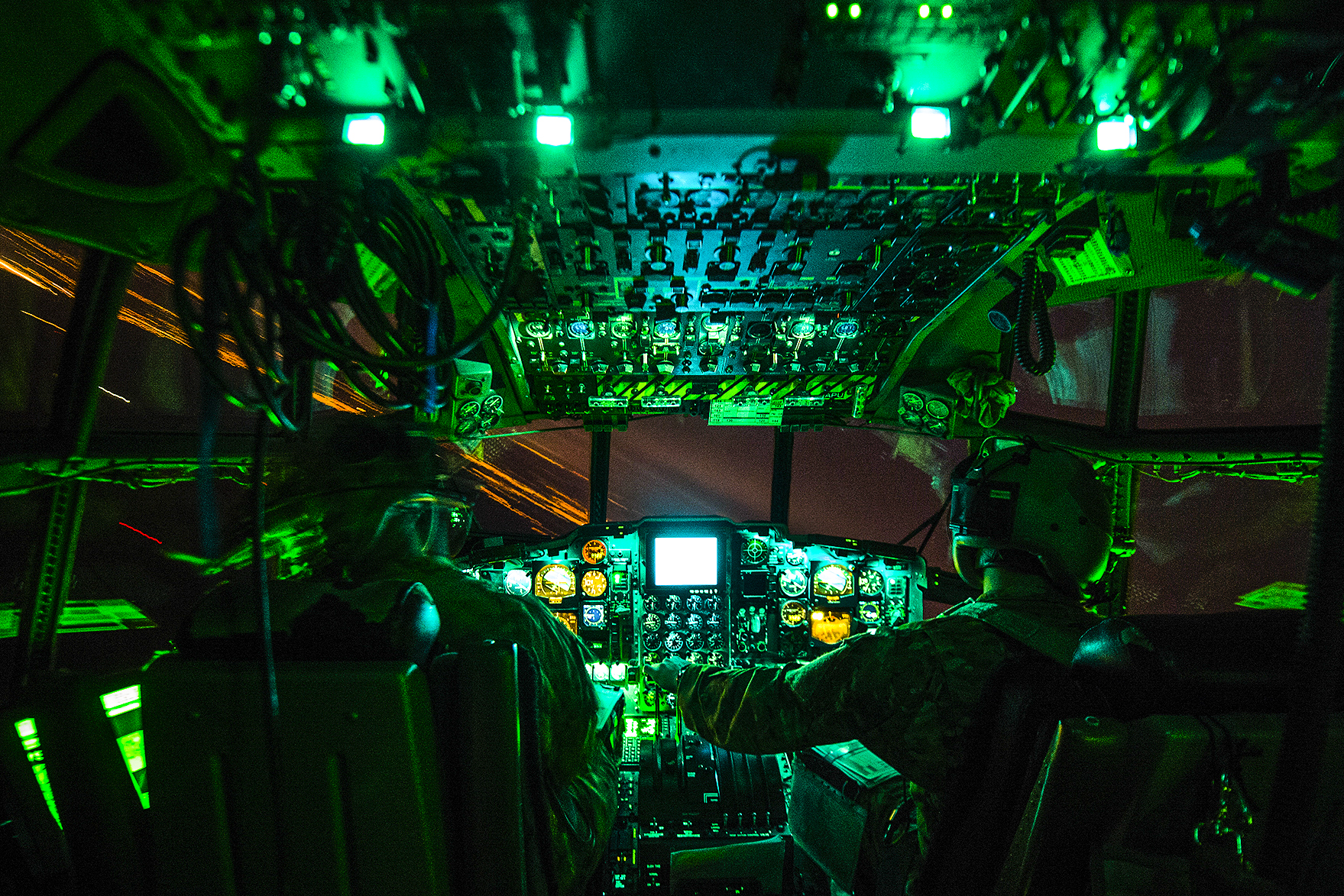
Cockpit der AC-130W Stinger II

AC-130A „Project Gunship II“
Der einzelne Prototyp des „Project Gunship II“ wurde aus dem Prototyp der C-130A entwickelt und erstmals 1964 in Vietnam erprobt. Sie war mit je vier M61 „Vulcan“-MK und vier MXU-470-MG bewaffnet.
AC-130A „Plain Jane“
Von dieser ersten Serienversion sind sieben Maschinen aus C-130A-Serienmaschinen umgebaut worden.
AC-130A „Surprise Package“
Eine einzelne C-130A-Maschine wurde vom Tactical Air Commando umgebaut und mit zwei M61 und zwei M1-MK bewaffnet. Intern wurde sie auch als „Coronet Surprise“ bezeichnet und war sozusagen der Prototyp der Pave Pronto.
AC-130A „Pave Pronto“
Es wurden fünf AC-130A „Plain Jane“ und fünf C-130A „Hercules“-Transporter zu dieser verbesserten Variante des „Surprise Package“ umgebaut. Die letzten wurden 1995 ausgemustert.
AC-130E „Pave Spectre“
1971 sind elf C-130E-Transporter mit derselben Bewaffnung wie die Pave Pronto umgebaut worden. Zehn wurden später modernisiert und als AC-130H bezeichnet.
AC-130E „Pave Aegis“
Drei AC-130E „Pave Spectre“ sind umgerüstet worden. Hierbei wurde eine M1-MK weggelassen und durch die weiterreichende M-102-Haubitze ersetzt.
AC-130H „Spectre“
Die elf bestehenden AC-130E sind 1969 mit stärkeren Allison-T56-A-15-Triebwerken auf den „H“-Standard aufgerüstet worden. Ende der 1970er-Jahre wurden sie für die Luftbetankung mit Betankungsöffnung für das Ausleger-System umgebaut. Die AC-130H sind 2015 außer Dienst gestellt worden und werden durch AC-130J ersetzt.
AC-130U „Spooky II“
17 in den 1990er-Jahren neu gebaute Gunships, die mit dem AN/APG-70-Radar ausgestattet sind. Die beiden M61 wurden durch eine GAU-12-MK ersetzt.
AC-130W „Stinger II“
Als Übergangslösung bis zur Einführung der AC-130J sind MC-130W mit einer 30-mm-GAU-23/A-Maschinenkanone und einer 105-mm-Haubitze M102 umgerüstet worden.
AC-130J „Ghostrider“
Neue Variante auf Basis der C-130J-Transporter. 16 Maschinen sollen als Ersatz für die AC-130H angeschafft werden und mit einer 105-mm-Haubitze M102, einer 30-mm-Maschinenkanone GAU 23/A, Kurzstreckenraketen vom Typ AGM-176 Griffin und Gleitbomben vom Typ GBU-44 Viper Strike bewaffnet werden.

## Zwischenfälle
(darin sind ggf. auch Zwischenfälle mit der AC-130 enthalten)

## Technische Daten

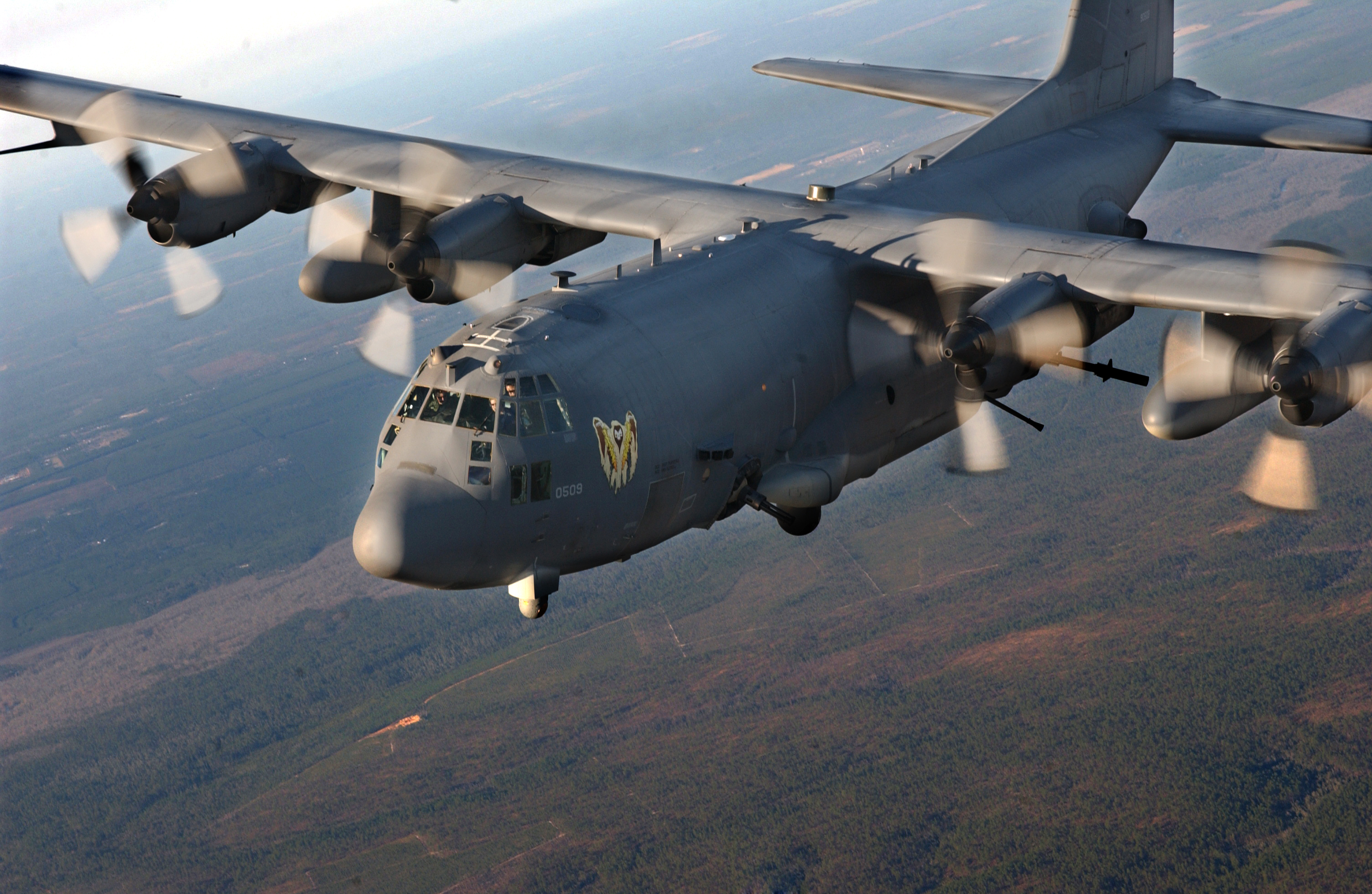
Trainingseinsatz einer AC-130U „Spooky II“

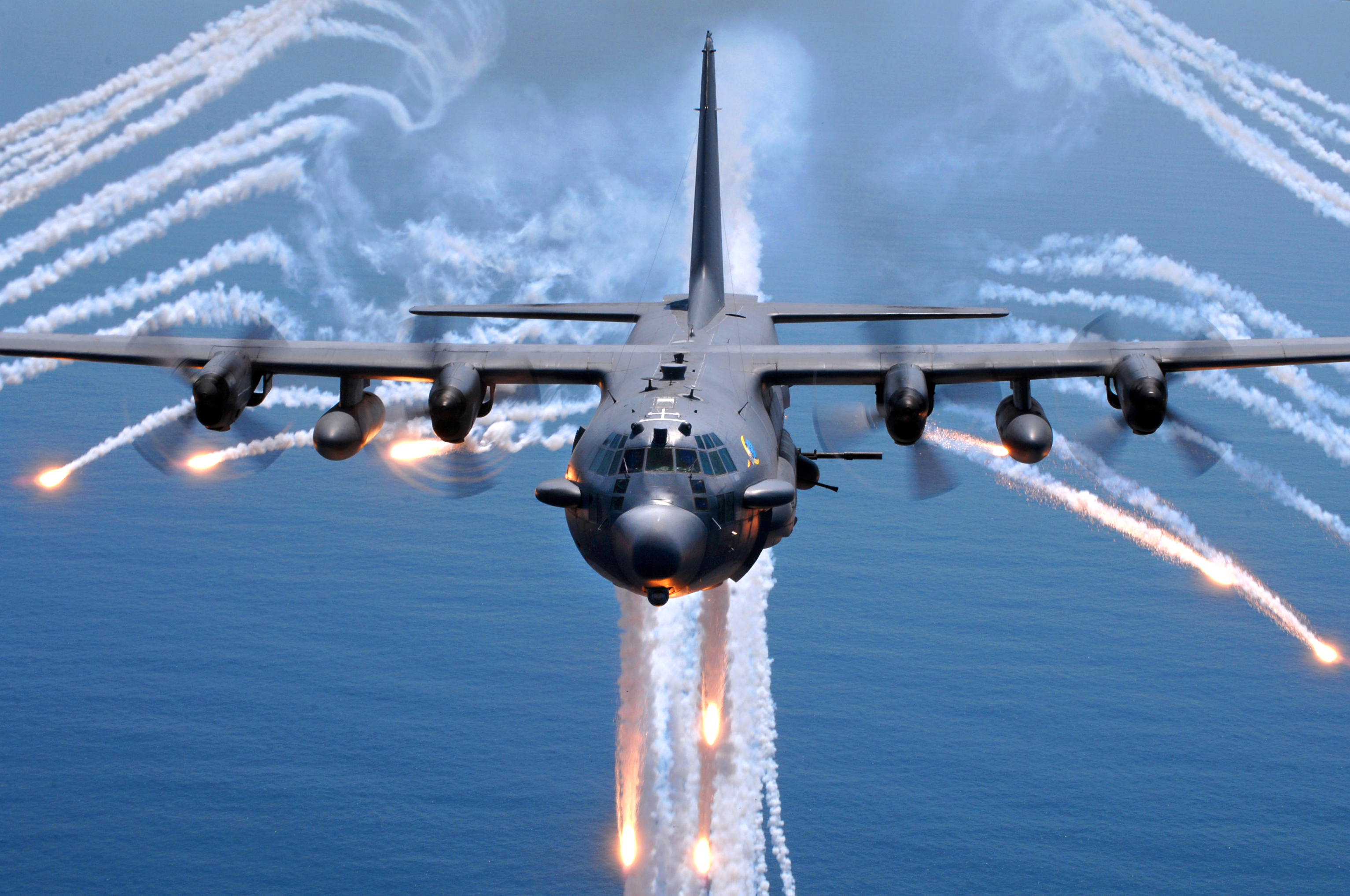
Einsatz von Flares einer AC-130H

| Kenngröße             | Daten der AC-130H/U                                                |
| --------------------- | ------------------------------------------------------------------ |
| Besatzung             | 13                                                                 |
| Länge                 | 29,79 m                                                            |
| Spannweite            | 40,41 m                                                            |
| Höhe                  | 11,66 m                                                            |
| Flügelfläche          | 162,12 m²                                                          |
| Flügelstreckung       | 10,1                                                               |
| Leermasse             | 28.575 kg                                                          |
| normale Startmasse    | 55.520 kg                                                          |
| max. Startmasse       | 69.750 kg                                                          |
| Antrieb               | 4 × Allison-T56-A-1A-Propellerturbinen mit je 3.160 kW / 4.240 WPS |
| Höchstgeschwindigkeit | 480 km/h                                                           |
| Dienstgipfelhöhe      | 9.100 m                                                            |
| Reichweite            | 4.070 km                                                           |

## Bewaffnung

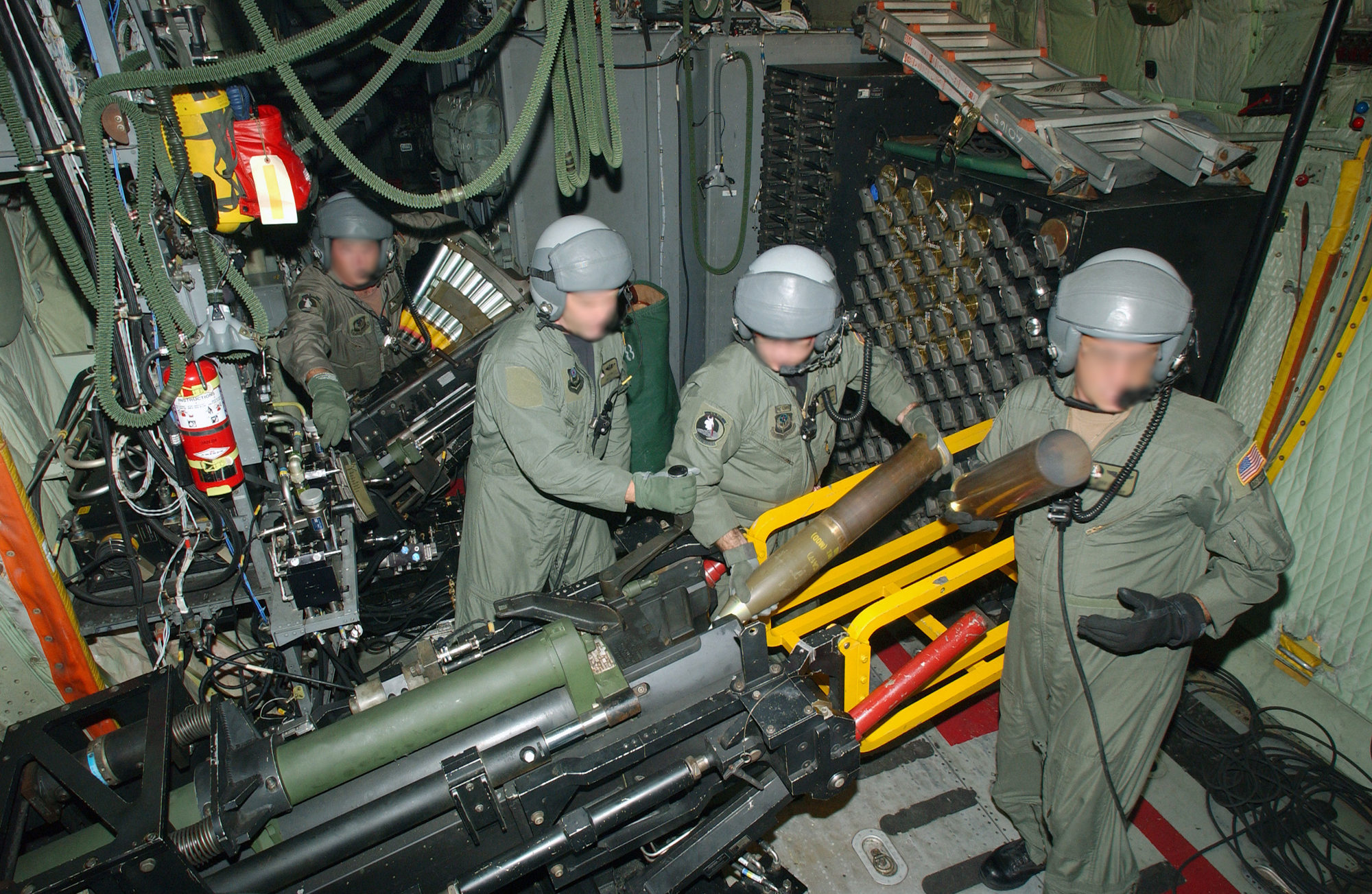
Laden des 40-mm-Bofors-Geschützes (Hintergrund) und der 105-mm-M102-Haubitze (Vordergrund)

### AC-130A Project Gunship II / Pave Plane
- 4 × Lafetten für je 1 × sechsläufiges 7,62-mm-Gatling-Maschinengewehr General Electric GAU-2B/A (MXU-470 bzw. M134 „Minigun“) mit je 4000 Schuss Munition
- 4 × Lafetten für je 1 × sechsläufige 20-mm-Gatling-Maschinenkanone General Electric M61A1 „Vulcan“ mit je 3000 Schuss Munition

### AC-130A Surprise Package / Pave Pronto / AC-130E Pave Spectre
- 2 × Lafetten für je 1 × sechsläufiges 7,62-mm-Gatling-Maschinengewehr General Electric GAU-2B/A (M134 „Minigun“) mit je 4000 Schuss Munition
- 2 × Lafetten für je 1 × sechsläufige 20-mm-Gatling-Maschinenkanone General Electric M61A1 „Vulcan“ mit je 3000 Schuss Munition
- 2 × Lafetten für je 1 × 40-mm-Maschinenkanone Chrysler M1 (Bofors 40 mm L/60) mit je 256 Schuss Munition in 8er-Stangenmagazinen

### AC-130E Pave Aegis
- 2 × Lafetten für je 1 × sechsläufige 20-mm-Gatling-Maschinenkanone General Electric M61A1 „Vulcan“ mit je 3000 Schuss Munition (wurde nach 2000 demontiert)[10]
- 1 × Lafette für 1 × 40-mm-Maschinenkanone Chrysler M1 (Bofors 40 mm L/60) mit 256 Schuss Munition in 8er-Stangenmagazinen
- 1 × Lafette für 1 × 105-mm-Haubitze Rock Island Arsenal M102 mit 100 Schuss Munition (10 verschiedene Artilleriegranaten)

### AC-130U Spooky II
- 1 × Lafette für 1 × fünfläufige 25-mm-Gatling-Maschinenkanone General Electric GAU-12/U „Equalizer“ mit 3000 Schuss Munition
- 1 × Lafette für 1 × 40-mm-Maschinenkanone Chrysler M1 (Bofors 40 mm L/60) mit 256 Schuss Munition in 8er-Stangenmagazinen
- 1 × Lafette für 1 × 105-mm-Haubitze Rock Island Arsenal M102 mit 100 Schuss Munition (10 verschiedene Artilleriegranaten)

### AC-130W Dragon Spear/Stinger II
- 1 × Lafette für 1 × 30-mm-Ketten-Maschinenkanone ATK Mk.44 „Bushmaster II“ mit 160 Schuss Munition
- Bomben und Lenkflugkörperkapazität des AC-130J

Zwischenlösung bis zum Ersatz durch die AC-130J, sie werden nach Zulauf der AC-130J wieder auf den Standard MC-130W zurückgerüstet.

### AC-130J Ghostrider
- 1 × Lafette für 1 × 30-mm-Ketten-Maschinenkanone ATK Mk.44 „Bushmaster II“ mit 160 Schuss Munition
- 1 × Lafette für 1 × 105-mm-Haubitze Rock Island Arsenal M102 mit 100 Schuss Munition (10 verschiedene Artilleriegranaten)

Luft-Boden-Lenkflugkörper
- 10 × Raytheon AGM-176 „Griffin“ (halbaktiv laser- und GPS-gelenkt) (nur in der „Gunslinger“-Modifikation)[12]
- 2 × BRU-61/A Startschienen für jeweils 4 × AGM-114 Hellfire

Gelenkte Bombe
- 10 × Northrop Grumman GBU-44/B „Viper Strike“ (laser- und GPS-gelenkte 20-kg-Gleitbombe) (nur in der „Gunslinger“-Modifikation)[12]

10 × Leidos GBU-69 „Small Glide Munition“ (laser und GPS-gelenkte 27-kg-Gleitbombe)
- 2 × BRU-61/A Startschienen für jeweils 4 × GBU-39 Small Diameter Bomb und/oder GBU-53/B SDB II